# Église Saint-Jacques de Tartas
L'église Saint-Jacques-et-Saint-Martin est un lieu de culte  catholique située sur la commune de Tartas, dans le département français des Landes.

## Présentation
La construction de l'église s'échelonne de 1849 à 1854, accompagnée de la réalisation d'un grand décor mural dû au peintre Louis Anselme Longa originaire de Mont-de-Marsan et d'une commande de mobilier à l'atelier Bernard Jabouin à Bordeaux. Les vitraux sont réalisés par le maître-verrier bordelais Joseph Villiet. En 1990-1991, plusieurs scènes disparues de la chapelle de la Vierge sont recréées. L'édifice est classé au titre des monuments historiques en 1999.

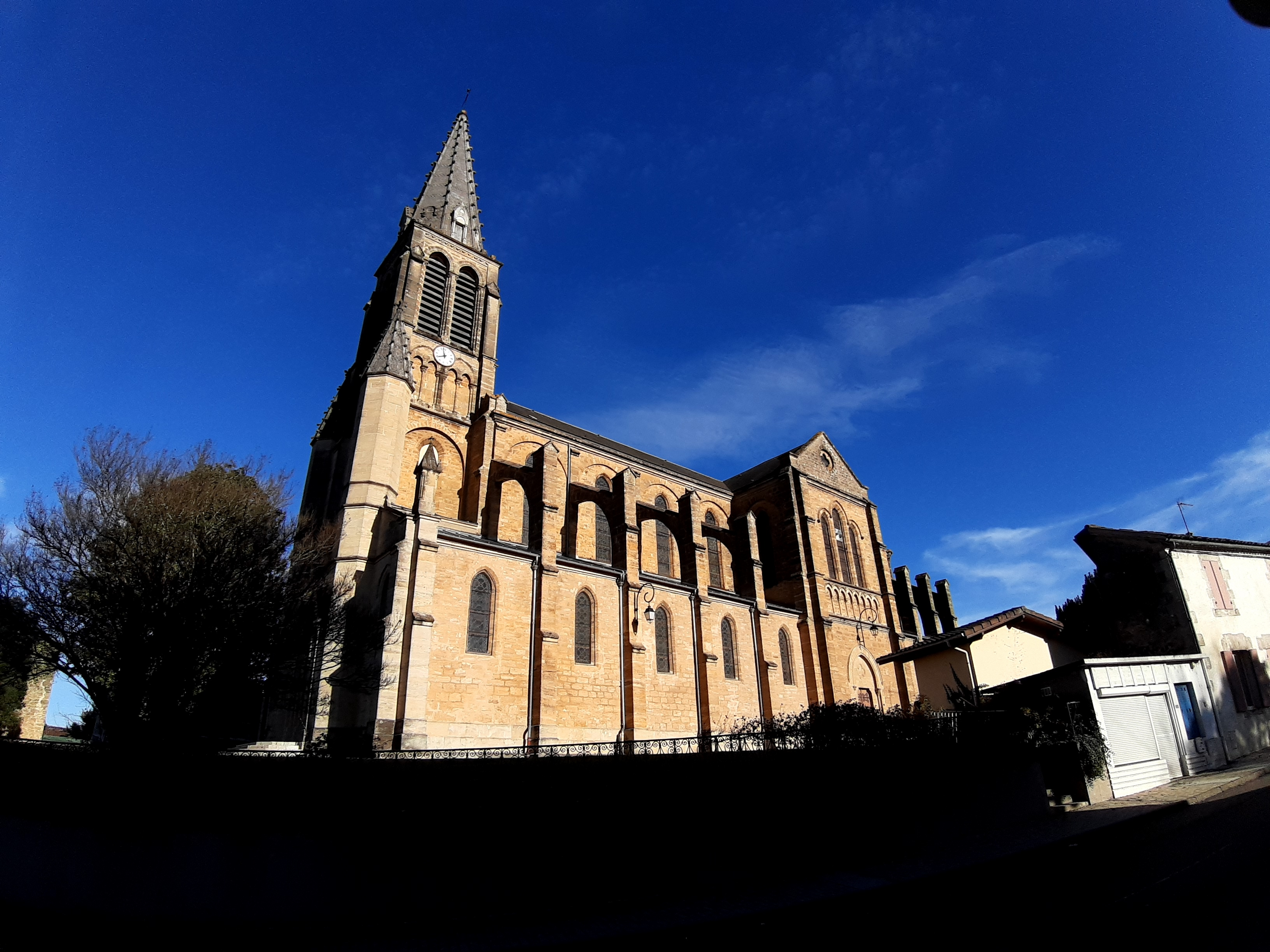
Vue extérieure
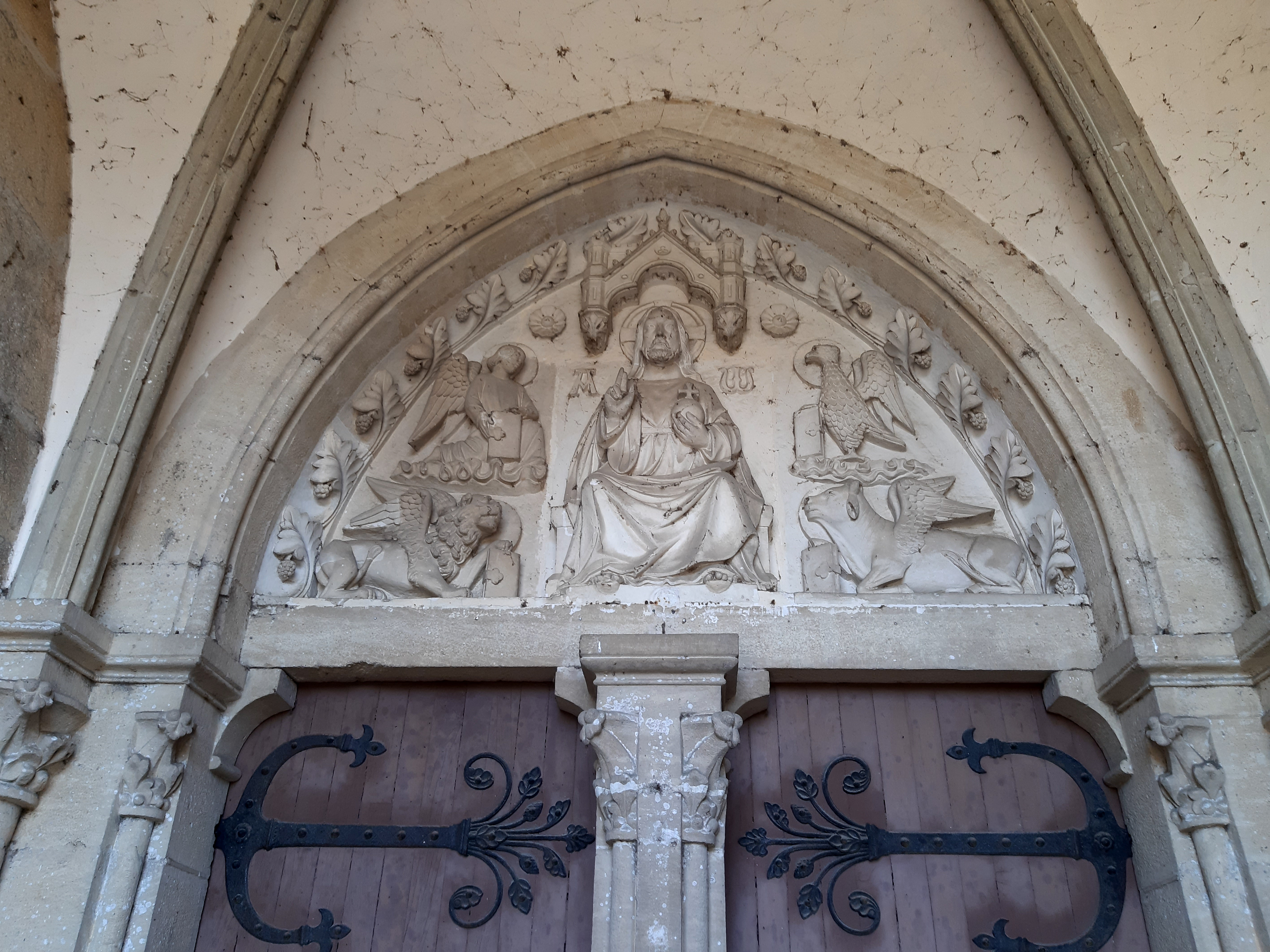
Tympan représentant le Christ en gloire
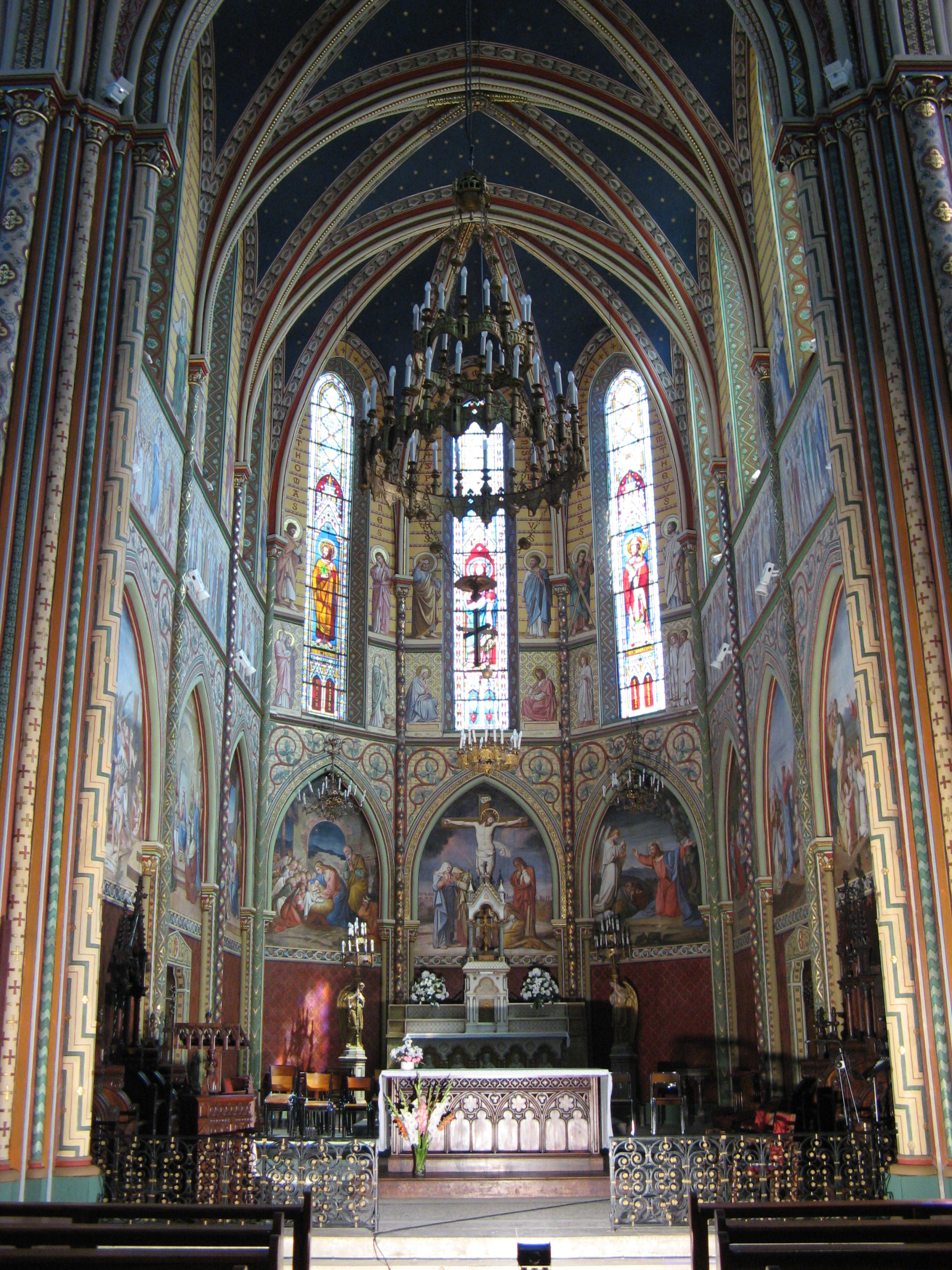
Chœur de l'église Saint-Jacques de Tartas